# Emu Park
Emu Park – miasto w Australii, w stanie Queensland, nad Oceanem Spokojnym.